# Ernie Barbarash
Ernie Barbarash (Odessza, 1968. augusztus 31. –) amerikai filmrendező, producer. Talán leginkább az Amerikai pszichó 2., a Kocka 2., a Fogolyrománc, a Az első 9 és fél hét és a Pénzeszsák című filmek társproducereként ismert. Barbarash írta és rendezte a Kocka 3. és a Hetedik érzék: Harc a démonokkal című filmeket. Ő rendezte A szellemek havában című kanadai horror thrillert is.

## Pályafutása
Szovjet-Ukrajnában született, Kanadában nőtt fel. Az elsősorban horror, sci-fi és akció műfajokban dolgozó író és rendező. Először producerként lépett be a showbizniszbe, és olyan thrillerekhez járult hozzá, mint az 1998-as Az első 9 és fél hét és az 1999-es Fogolyrománc. A producerként végzett korai munkái közé tartozik Mary Harron filmrendező vitatott Amerikai pszichó című filmje Christian Bale-lel, majd annak későbbi folytatása, az Amerikai pszichó 2. Mila Kunisszal, valamint a Kocka 2. – Hiperkocka. Az utóbbi film, az alacsony költségvetésű kultikus Kocka folytatása egyben Barbarash forgatókönyvírói debütálása is volt.
Ezután újra visszatért a Kocka-filmsorozathoz, 2004-ben a Kocka 3. vezető producere és rendezője volt. A lélektani művét követően Barbarash a produceri tevékenységről a rendezésre helyezte át a hangsúlyt, és 2007-ben ő rendezte a Kevin Bacon főszereplésével készült Hetedik érzék című természetfeletti film folytatását, a Hetedik érzék: Harc a démonokkal-t. Ugyanebben az évben ő készítette A szellemek havában című filmet is.
Ezt követően az akciófilmek felé fordult, kezdve a 2009-es "Bedrótozva" című sci-fivel, amelyben Val Kilmer és Cuba Gooding Jr. alakítja a főszerepet. Az Oscar-díjas Goodinggal 2011-ben ismét együtt dolgozott az Időzített gyilkosság című feszült, erőszakos krimiben. Ugyanebben az évben készült a Gyilkos játékok, amelyben a rendező az akcióveterán Jean-Claude Van Damme-mal dolgozott együtt.

## Filmográfia

### Rendezőként
- Kocka 3. (2004)
- Hetedik érzék: Harc a démonokkal (2007)
- A szellemek havában (2007)
- Bedrótozva (2009)
- Rock the House (2010)
- Időzített gyilkosság (2011)
- Gyilkos játékok (2011)
- Hat töltény ára (2012)
- Lángoló szívek (2013)
- Reading Writing & Romance (2013)
- Fedőneve: Sólyom (2014)
- Halálos meló (2015)
- The Saint (2017)
- A tél hercege (2017)
- Christmas Inheritance (2017)
- Homályba veszve (2019)
- Karácsony a vadonban (2019)
- Christmas in Rome (2019)

### Producerként
- Marco Polo hihetetlen kalandjai (1998) (társproducer)
- Az első 9 és fél hét (1998) (társproducer)
- Fogolyrománc (1999) (producer)
- Amerikai pszichó (2000) (társproducer)
- Pénzeszsák (2001) (társproducer)
- Amerikai pszichó 2. (2002) (producer)
- Kocka 2. – Hiperkocka (2002) (producer)
- Kocka 3. (2004) (vezető producer)

### Forgatókönyvíróként
- Kocka 2. – Hiperkocka (2002) (forgatókönyv)
- Kocka 3. (2004) (író)
- Hetedik érzék: Harc a démonokkal (2007) (író)
- Addicted (2014) (író)
- A tél hercege (2017) (sztori)

## Fordítás
- Ez a szócikk részben vagy egészben  az   Ernie Barbarash című angol Wikipédia-szócikk fordításán alapul.  Az eredeti cikk szerkesztőit annak laptörténete sorolja fel. Ez a jelzés csupán a megfogalmazás eredetét és a szerzői jogokat jelzi, nem szolgál a cikkben szereplő információk forrásmegjelöléseként.